# Ruy de Freitas
Ruy de Freitas   (Macaé, 24 d'agost de 1916 - Rio de Janeiro, 2 d'agost de 2012) fou un jugador de bàsquet brasiler que va competir entre les dècades de 1930 i 1950. Un cop retirat com a jugador exercí d'entrenador.
El 1948 va prendre part en els Jocs Olímpics de Londres, on guanyà la medalla de bronze en la competició de bàsquet. Quatre anys més tard, als Jocs de Hèlsinki, fou sisè en la competició de bàsquet.
En el seu palmarès també destaquen dues medalles d'or (1939 i 1945), una de plata (1947) i dues de bronze (1940, 1942) al Campionat sud-americà de bàsquet. El 1955, com a entrenador, guanyà la medalla de bronze en aquesta mateixa competició.